# Giovanni Perlotto
Giovanni Perlotto, o Perloto (in latino Iohannes Perlotus; Traù, ...), fu un umanista dalmata, attivo nel primo quarto del XVI secolo..
Ricordato come clericus tragurensis e canonico di Concordia , in gioventù (1502) aveva collaborato ad una silloge di carmi latini in onore di Marin Sanudo, allora camerlengo a Verona, conservati manoscritti nella Biblioteca nazionale Marciana.
In quello stesso periodo di inizio Cinquecento, compose una historiola in latino dedicata alle imprese belliche di due dalmati lesignani, padre e figlio, Nicolò e Paolo Paladini: De Nicolai Palladini Pharii Equitis Aurati Paulique eius filii militia ac memorabilibus gestis Historiola, per Joannem Perlotum edita. Lo scritto, rinvenuto manoscritto nella Biblioteca Universitaria di Spalato, è stato dato alle stampe nel 2005 a cura di Sante Graciotti.
Tra il 1515 e il 1517 è a Venezia in casa Foscari (ramo di San Simeon Piccolo), quale primo precettore dei cugini Filippo, figlio di Marco Foscari, e Giovanni, figlio di Agostino Foscari, affiancato poi da Stefano Piazzone da Asola, che era allora docente di grammatica e di retorica più accreditato nell'ambito dello studio padovano (e aveva tra i suoi allievi anche Paolo Manuzio).
A partire da maggio 1517 è a Roma al seguito di Alberto Pio da Carpi, all'epoca ambasciatore presso la curia romana per conto dell'imperatore Massimiliano I d'Asburgo. Tuttavia, rimase sempre in stretto contatto epistolare con Marco Foscari. In particolare, in una sua lettera, datata 28 febbraio 1518, riferisce al nobiluomo veneto delle nozze tenute il 14 febbraio a Castel Sant'Angelo fra Alberto Pio con la figlia del cardinale Franciotto Orsini, Cecilia, che descrive «di anni 18 circa, bionda, bella, occhi neri, ma a mio giudizio, non oltra le belle bella».
Al periodo del soggiorno romano risale il suo secondo scritto pervenutoci, dedicato al cardinale Benedetto Accolti il 13 aprile 1518 e pubblicato a Roma senza indicazioni di data: Genethlion divi Leonis decimi pont. max. ac epithalamion illust. principis Alberti Pii Carporum comitis cum quibusdam aliis per Ioannem Perlotum nuper editis. Sono evidenti nell'opera gli intenti adulatori verso il papa Leone X, di cui rintraccia i presagi della facondia, della purezza, del triregno dalla posizione degli astri al momento in cui il quartogenito di Lorenzo il Magnifico venne al mondo.
Nel 1519, quando il neoeletto imperatore Carlo V d'Asburgo non confermò ad Alberto Pio la carica presso la curia romana, il Perlotto dovette tornare nella Repubblica di Venezia, nella cerchia di Marco Foscari, tant'è vero che il 26 settembre 1520 figura una scrittura in cui il Prè Zuanne Perlotto viene presentato quale cappellano della Chiesa di Santa Maria dell'Arena di Padova da parte, fra gli altri, di Ser Marco Foscari quondam Ser Giovanni e del suo vecchio allievo Ser Giovanni Foscari quondam Ser Agostino.

## Scritti
- De Nicolai Palladini Pharii Equitis Aurati Paulique eius filii militia ac memorabilibus gestis Historiola, per Joannem Perlotum edita (inizi 1500)
- Genethlion divi Leonis decimi pont. max. ac epithalamion illust. principis Alberti Pii Carporum comitis cum quibusdam aliis per Ioannem Perlotum nuper editis (1518 ca)